# Parijs-Roubaix 1983
De eendaagse wielerklassieker Parijs-Roubaix 1983 werd gereden op 10 april 1983 in het noorden van Frankrijk.
Francesco Moser bepaalde het tempo op de kasseien en door zijn harde werk bleven er vijf renners over aan kop. De Nederlander Hennie Kuiper zat in de kopgroep. Hij viel onderweg tweemaal, maar wist steeds voorin terug te keren. 
Kuiper wist dat Moser de beste sprint had en reed op een kasseienstrook weg uit de kopgroep. De overige renners (Gilbert Duclos-Lassalle, Marc Madiot en Ronan De Meyer) lieten het achtervolgingswerk over aan Moser, die het gat niet dicht kreeg. Al snel had Kuiper een voorsprong van anderhalve minuut. Met nog zes kilometer te gaan kreeg hij een lekke band, maar zijn ploeg bezorgde hem een nieuwe fiets en hij bereikte het Vélodrome met een comfortabele voorsprong. In de sprint om de tweede plaats werd Moser nog geklopt door Duclos-Lasalle. 

## Uitslag
| Parijs–Roubaix 1983 |                         |                       |            |
| Plaats              | Naam                    | Ploeg                 | Tijd       |
| Winnaar             | Hennie Kuiper           | Jacky Aernoudt-Rossin | 6u 47' 51" |
| 2                   | Gilbert Duclos-Lassalle | Peugeot-Shell         | + 1' 15"   |
| 3                   | Francesco Moser         | GIS                   | z.t.       |
| 4                   | Ronan De Meyer          | Boule d'Or            | z.t.       |
| 5                   | Marc Madiot             | Renault-Elf           | z.t.       |
| 6                   | Adrie van der Poel      | Jacky Aernoudt-Rossin | + 5' 59"   |
| 7                   | Patrick Versluys        | Euro Shop             | z.t.       |
| 8                   | Frank Hoste             | Europdecor-Dries      | z.t.       |
| 9                   | Eddy Planckaert         | Euro Shop             | + 7' 40"   |
| 10                  | Alain Bondue            | La Redoute            | + 8' 40"   |

1896 · 
1897 · 
1898 · 
1899 · 
1900 · 
1901 · 
1902 · 
1903 · 
1904 · 
1905 · 
1906 · 
1907 · 
1908 · 
1909 · 
1910 · 
1911 · 
1912 · 
1913 · 
1914 · 
1915 · 
1916 · 
1917 · 
1918 · 
1919 · 
1920 · 
1921 · 
1922 · 
1923 · 
1924 · 
1925 · 
1926 · 
1927 · 
1928 · 
1929 · 
1930 · 
1931 · 
1932 · 
1933 · 
1934 · 
1935 · 
1936 · 
1937 · 
1938 · 
1939 · 
1940 · 
1941 · 
1942 · 
1943 · 
1944 · 
1945 · 
1946 · 
1947 · 
1948 · 
1949 · 
1950 · 
1951 · 
1952 · 
1953 · 
1954 · 
1955 · 
1956 · 
1957 · 
1958 · 
1959 · 
1960 · 
1961 · 
1962 · 
1963 · 
1964 · 
1965 · 
1966 · 
1967 · 
1968 · 
1969 · 
1970 · 
1971 · 
1972 · 
1973 · 
1974 · 
1975 · 
1976 · 
1977 · 
1978 · 
1979 · 
1980 · 
1981 · 
1982 · 
1983 · 
1984 · 
1985 · 
1986 · 
1987 · 
1988 · 
1989 · 
1990 · 
1991 · 
1992 · 
1993 · 
1994 · 
1995 · 
1996 · 
1997 · 
1998 · 
1999 · 
2000 · 
2001 · 
2002 · 
2003 · 
2004 · 
2005 · 
2006 · 
2007 · 
2008 · 
2009 · 
2010 · 
2011 ·
2012 · 
2013 ·
2014 ·
2015 ·
2016 ·
2017 ·
2018 ·
2019 ·
2020 · 
2021 · 
2022 · 
2023 · 
2024 · 
2025